# Voorepera
Koordinaten: 59° 24′ N, 27° 8′ O
Voorepera ist ein Dorf (estnisch küla) in der Landgemeinde Lüganuse (Luganuse vald). Es liegt im Kreis Ida-Viru (Ost-Wierland) im Nordosten Estlands.

## Beschreibung
Das Straßendorf hat 67 Einwohner (Stand 1. Januar 2012). Es liegt an der Landstraße zwischen der estnischen Hauptstadt Tallinn und der russischen Metropole Sankt Petersburg. In der Nähe des Ortes liegt das Moor Voorepera (Voorepera raba).

## Persönlichkeiten
Berühmtester Sohn des Ortes war der estnische Dirigent und Chorleiter Arno Kallikorm (1915–1992). An seinem Geburtshaus erinnert heute eine Gedenktafel an ihn.